# Bandiera dell'Eritrea
La bandiera dell'Eritrea è stata adottata, con le attuali proporzioni, il 5 dicembre 1995. La bandiera è composta da due bande triangolari di pari dimensioni: verde la superiore e azzurra la inferiore. A queste è sovrapposto un triangolo rosso con la base sul lato del pennone e il vertice che raggiunge il lato al vento. Sul triangolo rosso campeggia in oro un emblema che raffigura tre fronde di ulivo. I due rami laterali, di quindici foglie ognuno, rappresentano i trent'anni di lotta per la liberazione. I sei fiorellini del ramo centrale rappresentano le sei regioni in cui è suddiviso il paese. Il colore rosso rappresenta il sangue versato per la liberazione del paese, moltissimo nel corso della lotta per poi diminuire nel tempo. Il colore verde simboleggia le risorse agricole, quello azzurro le risorse marittime e quello giallo-oro le risorse minerarie.

## Simbologia
Il triangolo rosso simboleggia il sangue versato durante i 30 anni di lotta per l'indipendenza. Si restringe progressivamente lasciando sempre più spazio al verde e all'azzurro per rappresentare la fine della lotta e l'inizio della prosperità. 
Il triangolo verde rappresenta una progressiva crescita nel campo dell'agricoltura e della sicurezza alimentare. 
Il triangolo blu rappresenta una progressiva crescita nella commercializzazione del Mar Rosso e la salvaguardia dell'ecosistema marino. 
Il giallo rappresenta la pace, l'unità e le risorse naturali. 
Il ramo centrale è suddiviso in due parti ognuna delle quali ha tre foglie a loro volta suddivise in tre, 3x3 di un lato rappresentano le 9 etnie eritree, 3x3 dall'altro lato rappresentano le 9 lingue. 
I due rami laterali, che abbracciano il ramo centrale, hanno 15 foglie ciascuno, le 30 foglie in tutto simboleggiano i 30 anni di lotta per l'indipendenza.

## Bandiere storiche

Bandiera dell'Eritrea italiana (1884-1941)
Bandiera dell'Eritrea federata all'Etiopia, in seguito vessillo del Fronte di Liberazione Eritreo (1952-1961)
Bandiera del Fronte di Liberazione del Popolo Eritreo (1970-1993)
Prima bandiera dell'Eritrea indipendente, analoga a quella attuale ma con diverse proporzioni (1993-1995)